# Hubertus Leteng
Hubertus Leteng (* 1. Januar 1959 in Taga; † 31. Juli 2022 in Bandung) war ein indonesischer Geistlicher und römisch-katholischer Bischof von Ruteng.

## Leben
Hubertus Leteng empfing am 29. Juli 1988 das Sakrament der Priesterweihe für das Bistum Ruteng. Von 1992 bis 1996 studierte er in Rom an der Päpstlichen Fakultät Teresianum und war nach seiner Rückkehr in die Heimat als Dozent am katholischen philosophischen Institut in Maumere tätig, an dem er selbst sein Theologiestudium absolviert hatte.
Am 7. November 2009 ernannte ihn Papst Benedikt XVI. zum Bischof von Ruteng. Der Bischof von Maumere, Girulfus Kherubim Pareira SVD, spendete ihm am 14. April 2010 auf dem Motang-Rua-Platz in Ruteng die Bischofsweihe; Mitkonsekratoren waren der Erzbischof von Ende, Vincentius Sensi Potokota, und der Bischof von Manokwari-Sorong, Datus Hilarion Lega. Als Wahlspruch wählte er „Ihr alle (aber) seid Brüder“ Mt 23,8 .
Ab 2014 wurden im Bistum Ruteng Vorwürfe und Rücktrittsforderungen wegen finanzieller Unregelmäßigkeiten gegen Leteng erhoben. Papst Franziskus nahm am 11. Oktober 2017 seinen Rücktritt vom Amt des Bischofs von Ruteng an.
Er starb am 31. Juli 2022 im Karl-Borromäus-Krankenhaus in Bandung, in dem er nach einem Herzinfarkt behandelt wurde.